# Балансираща люлка
Балансиращата люлка, също карбалка или кърбалка, е дълга, тясна дъска, поддържана от точка на въртене, най-често разположена по средата; когато единият край се изкачва, другият се спуска. Срещат се най-често в паркове и училищни площадки.

## Механика
Механично балансиращата люлка е лост, който се състои от греда и опорна точка.

## Варианти
Най-често срещаният дизайн на детската площадка е балансираща люлка съставена от дъска, балансирана в центъра. Във всеки край сяда по един човек и те се редуват, оттласквайки се от земята с крака, за да повдигнат страната си във въздуха. Балансиращите люлки на детските площадки обикновено имат дръжки, които ездачите могат да хванат, докато седят един срещу друг. Един от проблемите с дизайна е, че ако детето удари земята внезапно след скок или изпадне от своето място, другото дете може да падне и да бъде ранено. Поради тази причина балансиращите люлки често се монтират над мека повърхност като пяна, дървесни стърготини или пясък.
Балансиращите люлки се произвеждат и във форми, проектирани да приличат на други неща, като самолети, хеликоптери и животни.
Балансиращите люлки и желанието на децата да играят с тях, понякога се използва за подпомагане на механични процеси. Например в общността Gaviotas в Колумбия балансиращата люлка е свързана с водна помпа.
- Комплект балансиращи люлки
- Пригодена за изправена стойка
- Хидравлична преса
- За 4 души

## История
- 18 век
- Импровизирана балансираща люлка, 18 – 19 век
- Момиче виси на балансираща люлка, Чикаго, Илинойс, 1902 г.
- Импровизирана балансираща люлка ползвана за акробатика